# Significat evocat
Segons la divisió en quatre tipus dels significats lèxics per al lingüista D. Alan Cruse (1986), el significat evocat és aquell que emana de les variacions pròpies del dialecte i el registre lingüístic. Hi entren en joc les diferents expectatives existents a diferents cultures pel que fa a la modulació del llenguatge emprat. Algunes decisions poden semblar apropiades, mentre que altres són inadequades a efectes de la comunicació o davant dels altres parlants.
Per significat evocat no volem dir "inferit", sinó procedent de la cohesió dins de les normes implícites pel funcionament ortodox del llenguatge en un grup social de qualsevol mena o una comunitat de parlant en una època històrica determinada. D'altra banda, hi tenen implicacions les relacions de subordinacions o interaccions pautades per una cultura.

## En contrast a altres tipus de significat
Mentre que el significat proposicional és l'únic que expressa continguts que poden ser anomenats certs o falsos, el significat evocat (juntament amb el significat expressiu i el significat pressuposat) forma part de la textura general d'un enunciat o text de maneres subtils i complexes, i sovint és difícil d'analitzar. En la pràctica, rarament és possible separar els diversos tipus de significat en un sol mot o enunciat, però tenen característiques pròpies, malgrat que el llenguatge desborda les categories tancades i que els significats són majoritàriament "negociables". Distincions com aquesta, de D. Alan Cruse, són emprades per traductòlegs com Mona Baker per la seva utilitat a l'hora d'establir una comprensió més satisfactòria i analitzable.
En l'àmbit de la traducció, tot i que habitualment la intenció és la de produir una sensació de naturalitat i fluïdesa, es poden subvertir aquestes normes per tal de produir impressions artificioses i donar "un toc d'allò estranger" per a propòsits de o produir estranyament i produir una lectura "estrangeritzada", com proposa el traductòleg Lawrence Venuti.</ref>

## Per dialecte
Les diferències dins d'una llengua que són producte de la varietat entre els seus registres i dialectes i les seves combinacions. Un dialecte és la varietat d'un idioma que disposa de vigència en una comunitat de parlants específica. Normalment establim una diferenciació entre varietats que segueix pautes d'aquest tipus.
- Geogràfiques: dins del català, per exemple, podem parlar de la varietat nord-occidental i l'ús del mot timó, que un parlant de català central anomenaria farigola.
- Temporals: la diferència històrica entre l'ús corrent i legítim de mots i estructures per membres d'una comunitat lingüística al llarg del temps, o bé la desigualtat en l'ús de la llengua entre diferents grups d'edat.
- Social: les paraules i estructures emprades per membres de classes socials o grups diferents. Generalment parlem de sociolecte per referir-nos a aquesta variació.

## Per registre
Quan parlem de registre lingüístic ens referim a l'ús pragmàtic del llenguatge que el seu parlant considera que és l'adequat per a una situació concreta. La variació de registres pren forma de les següents variacions:
- Camp de discurs: És a dir, quina mena de termes es fan servir de manera rellevant i pertanyen a l'àmbit en el qual té lloc la comunicació. Depenent del context en el qual s'estigui participant, o del qual s'estigui parlant, es faran servir paraules provinents d'un camp semàntic o d'un altre.
- Tenor del discurs: La naturalesa de les relacions entre els participants en un discurs. El llenguatge varia segons qüestions implícites en les relacions interpersonals (pare/fill, mestre/alumne, cap/subordinat, etc.). Hi ha situacions en les quals rarament es donarien paraules malsonants mentre que certes formalitats o lèxic de l'àmbit literari no sorgirien amb naturalitat entre membres d'una família. Aquestes distincions estan mediades segons les diferents cultures.
- Mode del discurs: El paper que juga el llenguatge segons el seu ús (discurs, assaig, conferència, instruccions) i el seu mitjà de transmissió (escrit, parlat). Certes decisions dins de la parla són influïdes per aquestes dimensions de mode.